# Dlingo
Dlingo ist ein Distrikt (Kecamatan) im Regierungsbezirk (Kabupaten) Bantul der Sonderregion Yogyakarta im Süden der Insel Java. Der flächenmäßig größte Kecamatan (mit der niedrigsten Bevölkerungsdichte) liegt im Südosten des Kabupaten. Ende 2021 zählte er 40.002 Einwohner auf 62,16 km² Fläche.

## Geographie
Dlingo hat folgende Kecamatan als Nachbarn (Reihenfolge im Uhrzeigersinn):
| Richtung0000 | Name Kec. | Kabupaten   | Provinz |
| Westen       | Imogiri   | Bantul      | DIY*    |
| Nordwesten   | Pleret    | Bantul      | DIY*    |
| Norden       | Piyungan  | Bantul      | DIY*    |
| Nordosten    | Patuk     | Gunungkidul | DIY*    |
| Osten        | Playen    | Gunungkidul | DIY*    |
| Süden        | Playen    | Gunungkidul | DIY*    |

* D.I.Yogyakarta

## Verwaltungsgliederung
Der Kecamatan (auch Kapanewon genannt) gliedert sich in sechs ländliche Dörfer (Desa, auch Kalurahan genannt):
| PUM-Code 1    | Desa        | Fläche (km²) | Bevölkerung zur Volkszählung 2 | Bevölkerung zur Volkszählung 2 | Bevölkerung zur Volkszählung 2 | Bevölkerung zur Volkszählung 2 | Bevölkerung zur Volkszählung 2 | Bevölkerung zur Volkszählung 2 | Padu- kuhan 4 | RT 5 |
| PUM-Code 1    | Desa        | Fläche (km²) | 002000                         | 002010                         | Männer                         | Frauen                         | 002020                         | Dichte 3                       | Padu- kuhan 4 | RT 5 |
| ------------- | ----------- | ------------ | ------------------------------ | ------------------------------ | ------------------------------ | ------------------------------ | ------------------------------ | ------------------------------ | ------------- | ---- |
| 34.02.11.2001 | Mangunan    | 9,52         | 4.027                          | 4.471                          | 2.318                          | 2.438                          | 4.756                          | 499,6                          | 6             | 46   |
| 34.02.11.2002 | Muntuk      | 12,85        | 7.111                          | 7.786                          | 4.342                          | 4.270                          | 8.612                          | 670,2                          | 11            | 73   |
| 34.02.11.2003 | Dlingo      | 9,16         | 5.271                          | 5.301                          | 2.811                          | 2.849                          | 5.660                          | 617,9                          | 10            | 47   |
| 34.02.11.2004 | Temuwuh     | 7,67         | 6.089                          | 6.621                          | 3.634                          | 3.651                          | 7.285                          | 949,8                          | 12            | 64   |
| 34.02.11.2005 | Terong      | 7,76         | 4.853                          | 5.103                          | 2.796                          | 2.839                          | 5.635                          | 726,2                          | 9             | 42   |
| 34.02.11.2006 | Jatimulyo   | 8,91         | 5.797                          | 6.222                          | 3.415                          | 3.500                          | 6.915                          | 776,1                          | 10            | 55   |
| 34.02.11      | Kec. Dlingo | 55,87        | 33.148                         | 35.504                         | 19.316                         | 19.547                         | 38.863                         | 695,6                          | 58            | 327  |

## Demographie
Grobeinteilung der Bevölkerung nach Altersgruppen (zum Zensus 2020)
| Altersgruppen | 00Männer | 00Frauen | zusammen |
| ------------- | -------- | -------- | -------- |
| 0 – 14        | 3.944    | 3.762    | 7.706    |
| 15 – 64       | 13.231   | 13.088   | 26.319   |
| 65+           | 2.141    | 2.697    | 4.838    |
| gesamt        | 19.316   | 19.547   | 38.863   |
| anteilig (%)  |          |          |          |
| 0 – 14        | 20,42    | 19,25    | 19,83    |
| 15 – 64       | 68,50    | 66,96    | 67,72    |
| 65+           | 11,08    | 13,80    | 12,45    |

### Bevölkerungsentwicklung
In den Ergebnissen der sieben Volkszählungen seit 1961 ist folgende Entwicklung ersichtlich:
| Einheit/Jahr     | 1961         | 1971         | 1980         | 1990         | 2000         | 2010         | 2020         |
| ---------------- | ------------ | ------------ | ------------ | ------------ | ------------ | ------------ | ------------ |
| Kec. Dlingo      | 24.965       | 28.477       | 30.022       | 30.245       | 33.148       | 35.504       | 38.863       |
| Anteil in %      | 5,00         | 5,01         | 4,73         | 4,34         | 4,24         | 3,90         | 3,94         |
| Kab. Bantul      | 499.163      | 568.627      | 634.442      | 696.905      | 781.013      | 911.503      | 985.770      |
| Sonderregion DIY | 00 2.231.062 | 00 2.487.177 | 00 2.750.025 | 00 2.912.611 | 00 3.120.478 | 00 3.457.491 | 00 3.66.8719 |